# Gmina Makole
Majšperk – gmina w Słowenii. W 2010 roku liczyła 2102 mieszkańców.

## Miejscowości
Miejscowości wchodzące w skład gminy Makole:

- Dežno pri Makolah
- Jelovec pri Makolah
- Ložnica
- Makole – siedziba gminy
- Mostečno
- Pečke
- Savinsko
- Stari Grad
- Stopno
- Stranske Makole
- Strug
- Štatenberg
- Varoš